# Sebastira
Sebastira Simon, 1901 è un genere di ragni appartenente alla famiglia Salticidae.

## Distribuzione
Le due specie oggi note di questo genere sono diffuse in Venezuela e Panama.

## Tassonomia
A maggio 2010, si compone di due specie:
- Sebastira instrata Simon, 1901[2] — Venezuela
- Sebastira plana Chickering, 1946 — Panama